# Famille Goyeneche
La famille Goyeneche est une illustre famille espagnole originaire de Navarre dont les membres sont principalement issus des villes d'Irurita et Arizkun (Arizcun en castillan) dans la vallée de Baztan, versant sud des Pyrénées.

## Historique
Les documents les plus anciens des archives officielles concernant cette famille datent de 1366. Sa noblesse est datée en 1440, ratifiée en 1441 par le prince de Viana, régent du roi de Navarre. Sa noblesse, chrétienté ont été attestés dans les ordres de Santiago (Saint Jacques), Carlos III (Charles III) et ordre de Saint-Jean de Jérusalem et la Royale maîtrise de Grenade (Granada), Saragosse, Valence ainsi que la noblesse royale de Catalogne.
Cette ancienne famille obtint une sentence de la cour majeure du royaume de Navarre, qui constitue la preuve faisant foi en matière de noblesse, dans laquelle est confirmée le privilège de l'usage du blason.
À Madrid, Lima, Arequipa, Nuevo Baztán, Illana, Pampelune, Irurita, Arizkun et d'autres localités existent, aujourd'hui encore, des palais portant le nom de cette famille et ayant appartenu à certains de ses membres des plus illustres.

## Personnalités
- Juan de Goyeneche (1656 - 1735)
- Juan de Goyeneche y Aguerrevere (1741 - 1813)
- José Manuel de Goyeneche y Barreda, premier comte de Guaqui (1776 - 1846)
- José Sebastián de Goyeneche y Barreda, archevêque de Lima (1784 - 1872)
- Pedro Mariano de Goyeneche y Barreda (1772 - 1844)
- Juan Mariano de Goyeneche y Barreda (1788 -
- José Manuel de Goyeneche y Gamio, comte de Guaqui et duc de Villahermosa (1831 - 1893)
- Juan Mariano de Goyeneche y Gamio, comte de Guaqui et marquis de Villafuerte (1834 - 1924)
- Alfredo de Goyeneche y Moreno, comte de Guaqui et président du Comité Olympique espagnol (1937 - 2002)
- Loic Goyeneche, comte de Montaury et Marquis de Suzaà (1990-2019)
- María Josefa de Goyeneche y Gamio, duchesse de Goyeneche
- José Sebastián de Goyeneche y Gamio, fondateur de la Fondation Goyeneche

## Armoiries
Les Goyeneche originaires de la vallée de Baztan (Navarre) ont un blason échiqueté d'argent et de sable. La branche des comtes de Guaqui, dont le manoir est à Irurita, utilise un blason échiqueté d'argent et de sable, de vingt quartiers.
D'après l'enquête faite par Francisco Miguel de Goyeneche en 1728 pour intégrer l'ordre de Santiago, les quatre quartiers portant deux fleurs de lys et deux loups, qui se trouvent sculptés dans le palais Goyeneche d'Arizcun, correspondaient aux armes originales utilisées par les Goyeneche, antérieurement à la concession du blason en échiquier par le roi Sanche VII de Navarre - d'après la plupart des sources, après la bataille de Las Navas de Tolosa.